# Hohenbergové
Hohenbergové, německy  (von) Hohenberg je jméno rakouského rodu, od roku 1917 povýšeného do vévodského resp. knížecího stavu, udělených v souvislosti se sňatkem následníka rakousko-uherského trůnu, arcivévody Františka Ferdinanda z habsbursko-lotrinské dynastie, a hraběnky Žofie Chotkové. V mužské linii tedy Hohenbergové pocházejí z rakouského císařského rodu habsbursko-lotrinského a v ženské linii ze starého českého rodu Chotků z Chotkova a Vojnína.

## Dějiny rodu

### Vznik

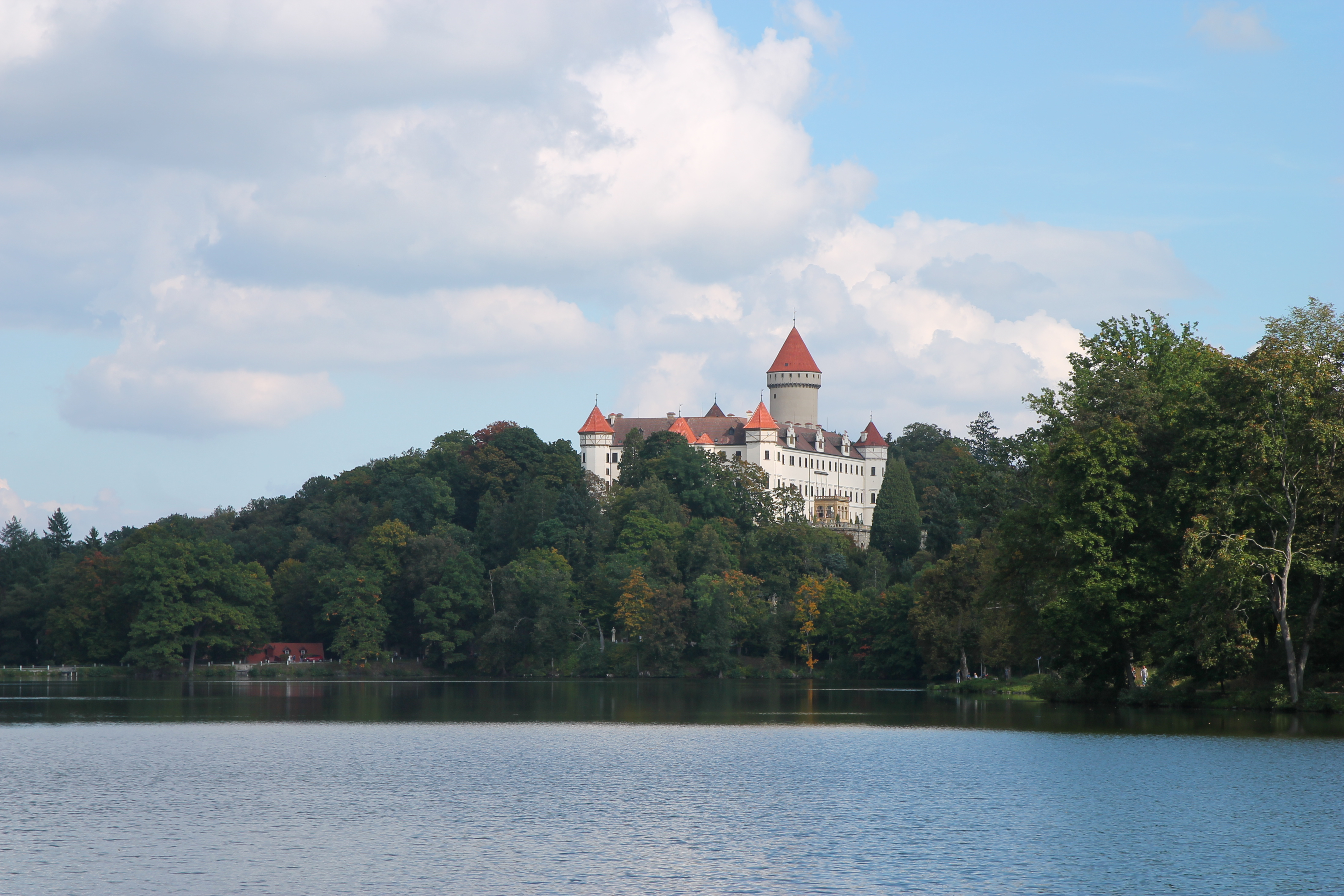
Zámek Konopiště

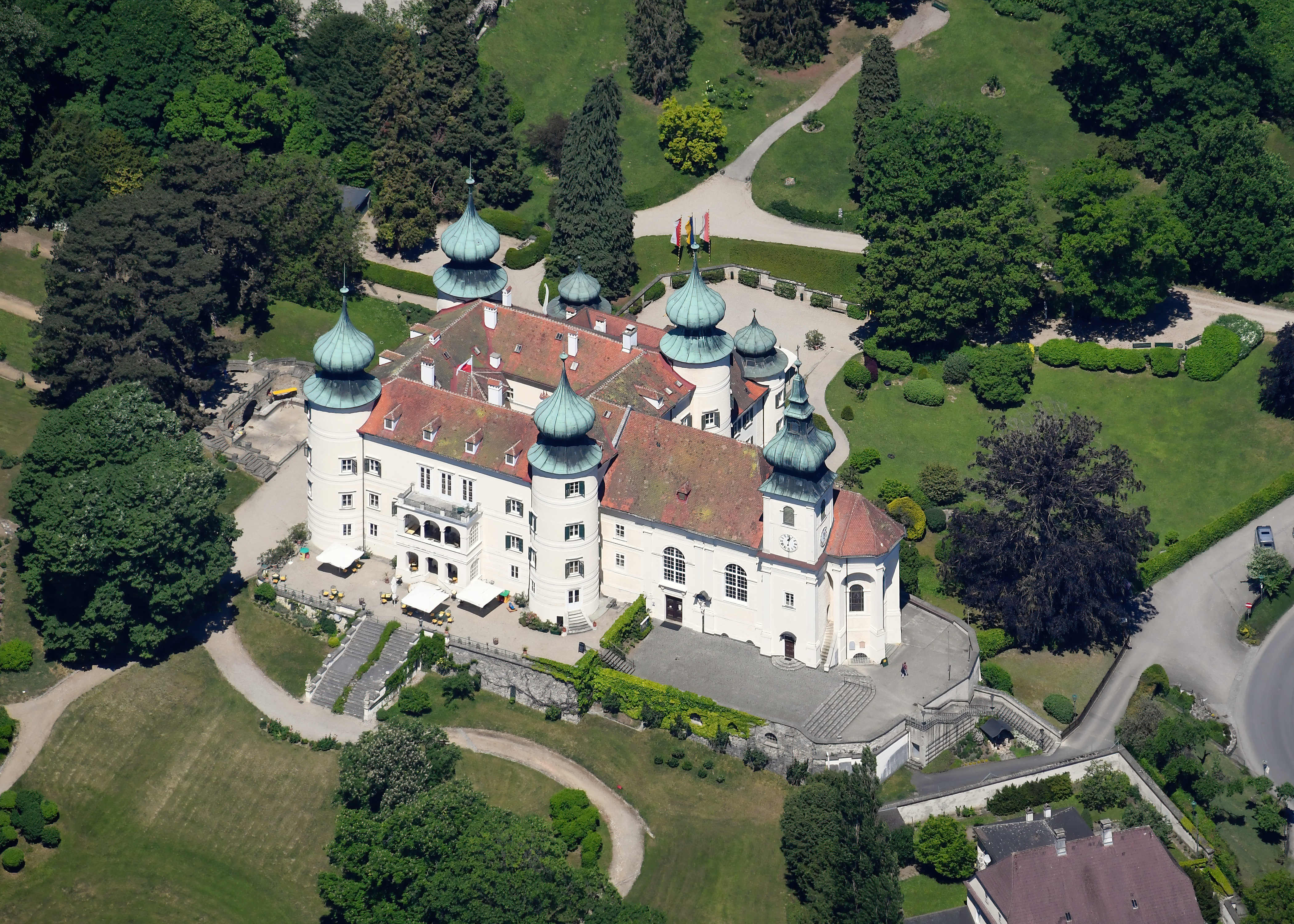
zámek Artstetten

Nová dynastie Hohenbergů byla založena výnosem císaře Františka Josefa I. v roce 1900. 1. července 1900 se na zámku v Zákupech v severních Čechách konala svatba a následníka rakousko-uherského trůnu, arcivévody Františka Ferdinanda (1863–1914) s hraběnkou Žofií Chotkovou (1868–1914). Ačkoli Žofie pocházela ze staré české šlechtické rodiny Chotků z Chotkova a Vojnína, nebyla svým rodem rovna rakouskému arcivévodovi. Jejich sňatek byl tudíž morganatický, a jejich potomci byli z důvodu nerovnorodosti manželství vyloučeni z nároku následnictví rakousko-uherského trůnu. Také budoucí titul Žofie neměl být císařovna, ale pouze manželka císaře. (Přísné dědičné předpisy platily zpočátku pouze pro Rakousko. V Čechách a Uhrách by teoreticky bývala mohla Žofie z Hohenbergu být i královnou a její potomci dědici. Ovšem se zřetelem na zachování jednoty rakousko-uherské monarchie, bylo vzdání se tohoto nároku smluvně upraveno.)
Císař ustanovil Žofii kněžnou z Hohenbergu (Fürstin von Hohenberg) s předepsaným oslovením Její Jasnost (Ihre Durchlaucht) a roku 1909 ji císař povýšil na vévodkyni (Herzogin) ad personam s oslovením Její Výsost (Ihre Hoheit). Jelikož byl sňatek Žofie a Františka Ferdinanda morganatický, žádné z jejich čtyř dětí nemělo (po přísaze následníka Františka Ferdinanda) nárok na rakousko-uherský trůn.

### Po sarajevském incidentu
Po sarajevském atentátu přešel majetek zavražděného následnického páru na jejich děti. Nejstarší potomek, kníže Maxmilián, kterému bylo tehdy teprve dvanáct let, zdědil mimo jiné zámek Artstetten v Dolním Rakousku. Všechny tři děti pak společně zdědily zámek Konopiště jižně od Prahy, zámek Chlum či zámek Greifenberg ve štýrské Radiměři. Po dobu nezletilosti dětí byl poručníkem a správcem majetku strýc Jaroslav Thun-Hohenstein, zatímco výchovu převzala teta Jindřiška Chotková, nejmladší sestra Žofie Chotkové.
Za nedlouhého panování císaře Karla I. dostaly děti následnického páru 31. srpna 1917 dědičný znak a primogeniturně dědičný vévodský titul s oslovením Výsost a další potomci titul kníže/kněžna s oslovením „Jasnost“.
Titul vévody z Hohenbergu byl vytvořen pro knížete Maxmiliána z Hohenbergu roku 1917 císařem Karlem I., tři roky po atentátu v Sarajevu na jeho rodiče v roce 1914, který dal podnět k vypuknutí první světové války.
Hlava rodiny měla titul vévoda a ostatní členové kníže/kněžna. Knížata byli oslovováni Jasnost, vévoda Výsost.

### Rakouská republika
Na základě zákona o zrušení šlechtictví směli příslušníci rodu v Rakouské republice od roku 1919 používat výhradně rodové jméno Hohenberg jako příjmení. V témže roce byly děti následnického páru vyvlastněny Československou republikou v rámci pozemkové reformy, a jako rakouští státní občané vyhoštěni do Rakouska. Toto vyvlastnění bylo výsledkem letitého právního sporu mezi rodinou Hohenbergů a ČSR, který byl kněžnou Žofií z Hohenbergu vznesen u Evropských instancí.

### Nacistická okupace Rakouska
Po anexi Rakouska Nacistickým Německem v roce 1938 byli bratři Maxmilián a Arnošt pro svůj odpor vůči nacistům, deportováni do KT Dachau. Zámek Artstetten byl vyvlastněn, polnosti o výměře 20 000 ha u Eisenerce ve Štýrsku přešly do vlastnitví Třetí říše. Jednalo se o jedno z největších vyvlastnění v Rakousku vůbec. Uvěznění bratří Hohenbergu na západě zvedlo velkou vlnu pozornosti. Maxmilián byl v roce 1940 propuštěn, zatímco Arnošt byl převezen do KT Buchenwald a propuštěn byl teprve v roce 1943. Vyvlastněný rodinný majetek připadl po konci války Rakousku, a roku 1949 byl částečně navrácen do rukou Maxmiliána z Hohenbergu. Po něm obec Artstetten se zámkem, lesy a polnostmi převzal v roce 1962 jeho nejstarší syn Franz. Po jeho smrti v roce 1977 odkázala jeho vdova Alžběta Lucemburská, princezna nasavská a bourbonsko-parmská majetek své nejstarší dceři Anitě, jež se vdala za francouzského hraběte Romée de La Poeze d’Harambure. Manželé pak panství na konci roku 2003 začlenili do nově založené nadace Anita Hohenberg-Stiftung.

## Současnost
Hlavou rodiny byl od roku 1977 do své smrti v roce 2019 vévoda Jiří z Hohenbergu, jenž byl za pontifikátu papeže Jana Pavla II. velvyslancem Rakouské republiky při Svatém stolci.

## Knížata a vévodové z Hohenbergu

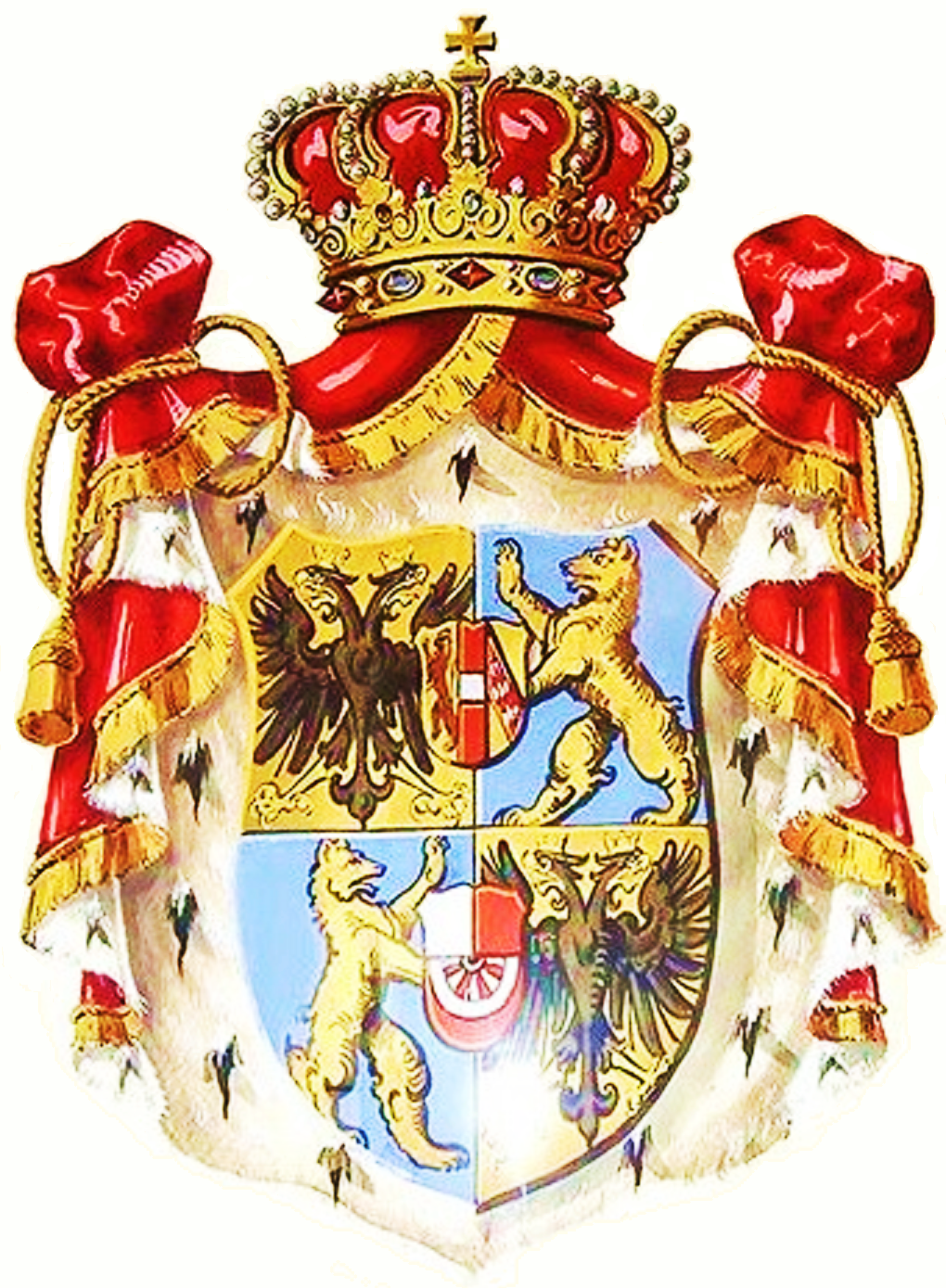
Osobní erb Žofie Chotkové

Arcivévoda František Ferdinand d'Este (1863–1914) ∞ Zákupy 1900 Žofie Chotková z Chotkova (1868–1914)
1. Žofie z Hohenbergu (1901–1990) ∞ 1920 Fridrich hrabě z Nostic-Rýnku (1893–1973)
2. Maxmilián z Hohenbergu (1902–1962, od roku 1919 pretendent titulu) ∞ Alžběta hraběnka z Waldburg-Wolfeggu (1904–1993)
  1. František z Hohenbergu (1927–1977) ∞ 1956 Alžběta Bourbonsko-Parmská, princezna Lucemburská a Nasavská (1922–2011)
    1. Anita z Hohenbergu (* 1958) ∞ Romeo de la Poeze d’Harambure (* 1948)
    2. Žofie Felicitas z Hohenbergu (* 1960) ∞ Jean-Louis baron de Potesta (* 1951)

  2. Jiří z Hohenbergu (1929–2019) ∞ 1960 Eleonore z Auersperg-Breunneru (* 1928)
    1. Nikolaus z Hohenbergu (* 1961, Paříž) ∞ Alžběta Vestfálská (* 1963)
      1. Karel z Hohenbergu (* 1991)
      2. Johana z Hohenbergu (* 1993)
      3. Tereza z Hohenbergu (* 1996)

    2. Henrieta z Hohenbergu (* 1964)
    3. Maxmilián z Hohenbergu (* 1970) ∞ Emilie Oliva

  3. Albrecht z Hohenbergu (* 1931) ∞ 1962 Leontine von Cassis-Faraone (* 1933)
    1. Markéta z Hohenbergu (* 1963) ∞ arcivévoda Karel Josef Rakousko-Uherský (* 1960)
    2. Leon z Hohenbergu (* 1964) ∞ Rosalinde Roque (* 1964)
      1. Geneviève z Hohenbergu (* 1998)

    3. Johana z Hohenbergu (* 1966) ∞ Andreas hrabě Henckel von Donnersmarck (* 1959)
    4. Kateřina z Hohenbergu (* 1969) ∞ Carlos de Vigo

  4. Johannes z Hohenbergu (1933–2003) ∞ 1969 Elisabeth Meilinger-Rehrl (* 1944)
    1. Žofie z Hohenbergu (* 1970)
    2. Štěpán z Hohenbergu (* 1972) ∞ Leonie von Kloss
    3. Jiří z Hohenbergu (* 1975)
    4. Isabela z Hohenbergu (* 1976)

  5. Petr z Hohenbergu (* 1936) ∞ 1970 Christine Meilinger-Rehrl (* 1945)
    1. Kristýna z Hohenbergu (* 1970)
    2. Tereza z Hohenbergu (* 1972)

  6. Gerhard z Hohenbergu (* 1941)
3. Arnošt z Hohenbergu (1904–1954) ∞ 1936 Marie-Therese Wood (1910–1985)
  1. Ferdinand z Hohenbergu (1937–1978) ∞ 1964 Heide Zechling (* 1941)
    1. František z Hohenbergu (* 1969) ∞ Christiane Pirker (* 1970)

  2. Arnošt (Ernst) z Hohenbergu (* 1944) ∞ I 1973–1999 Patricia Caesar (* 1953), ∞ II 2007 Margareta Anna Ndisi (* 1959)
    1. (I) Eva z Hohenbergu (* 1974) ∞ 2005 Alessandro Geromella (* 1970)
4. 4. syn se na podzim 1908 narodil mrtvý)

## Rodinná hrobka
Hrobka rodu Hohenbergů se nachází na zámku Artstetten. V roce 1909 vypsal arcivévoda František Ferdinand soutěž o výstavbu rodinné hrobky pro dvanáct rakví pod vstupní halou zámku a farního kostela sv. Jakuba Většího. V letech 1955/56 byla krypta po smrti Arnošta z Hohenbergu rozšířena také pod kostelní věž a jižní terasu zámku. Dnes jsou v kryptě pohřbeni vedle obou synů a jejich manželek, také tři vnuci Arcivévody Františka Ferdinanda a Žofie Chotkové. Pro potomky kněžny Anny z Hohenbergu a hraběte Roméeho de La Poeze d’Harambure byla reaktivována stará rodinná hrobka.

## Pamětní mince
Hohenbergům byl rakouskou republikou zabaven rodinný majetek mezi ostatním i rodinné sídlo, zámek Artstetten, který byl zvolen jako ústřední motiv pro pamětní desetieurové mince (vyraženy 13. října 2004). Rub znázorňuje vstup do krypty rodiny Hohenbergů. Vlevo jsou dvě podobizny, zachycující arcivévodu Františka Ferdinanda a Žofii, vévodkyni z Hohenbergu.